# متیس-ام
متیس-ام با کد گراو 9K1115-2 و نام ناتو آن AT-13 Saxhorn، نوعی موشک ضد تانک هدایت‌شونده روسی است که از سال ۱۹۹۲ در حال تولید است.
متیس یک سیستم نسبتاً سبک برای استفاده پیاده‌نظام موتوریزه در سطح گروهان است. این سیستم از سه بخش موشک، پرتابگر و دوربین حرارتی تشکیل می‌شود. متیس از هدایت سیمی نیمه‌اتوماتیک در مسیر خط دید بهره می‌برد. برد مؤثر آن بین ۸۰ متر تا ۲ کیلومتر است. سر جنگی ضدتانک دومرحله‌ای این موشک قادر به عبور از ۹۰ تا ۹۵ سانتیمتر زره فولاد ورقه‌ای پس از عبور از زره واکنشگر است. سر جنگی ترموباریک نیز برای کاربردهای ضدسنگر و ضدنفر قابل استفاده است.

## کاربران
- ارمنستان
- بنگلادش
- کامرون[۱]
- کرواسی
- مصر[۲][۳]
- گرجستان [۴]
- مجارستان
- اندونزی
- ایران
- مالزی
- مراکش[۵]
- روسیه
- کره جنوبی
- سوریه
- اوکراین